# 칸 세라역
칸 세라 역(카탈루냐어: Can Serra)은 바르셀로나 지하철 1호선의 역이다. 바르셀로나 도시권에 속하는 루스피탈레트데류브레가트 시에 위치해 있으며, 역명은 인근의 칸세라 지역에서 따왔다. 레스 플라네스 공원 (Parc de les Planes) 인근에 위치해 있으며, 공원 방면과 칸 세라 대로 방면에 출입구가 나 있다. 대합실은 지하에 위치해 있으며 그 아래층에 96m 길이의 섬식 승강장 두 개가 나 있는 구조로 되어 있다.
1987년 1호선이 토라사 역에서 아빙구다 카릴레트 역까지 연장되면서 처음으로 문을 열었다.